# José Eduardo Cardozo
José Eduardo Martins Cardozo (São Paulo, 18 april 1959) is een Braziliaans advocaat en politicus voor de Arbeiderspartij. Sinds 2011 is hij de Braziliaanse Minister van Justitie in het kabinet-Rousseff onder president Dilma Rousseff

## Biografie
Mantega studeerde rechten in São Paulo, waar hij ook een doctoraat behaalde en nadien professor werd. Hij begon zijn politieke carrière in 1989 op het kabinet van de gouverneur van São Paulo. In 1992 was hij kandidaat-gemeenteraadslid, maar hij zetelde pas vanaf 1994 als opvolger, na de regionale en federale verkiezingen. In 1996 werd hij herkozen en hij zetelde tot 2001. Tijdens zijn ambstermijn liet hij zich opmerken door zijn strijd tegen corruptie. Hij was bijzonder actief in de vervolging van toenmalig burgemeester Celso Pitta. Die kwam in opspraak wegens corruptie en werd in mei 2000, onder meer door Cardozo's inspanningen, uit zijn ambt ontzet na een uistpraak van het Hooggerechtshof van São Paulo. Enkele dagen later werd de uitspraak echter teruggedraaid na druk van de regeringsmeerderheid en kon Pitta zijn ambt opnieuw opnemen. In 2008 werd hij echter opnieuw gearresteerd wegens fraude en witwaspraktijken. Cardozo werd tijdens zijn termijn beschouwd als een van de beste gemeenteraadsleden, dankzij deze inspanningen. In 2000 werd hij herkozen met het hoogste aantal voorkeurstemmen in de geschiedenis van São Paulo, meer dan 200.000. Het jaar daarop werd hij burgemeester en in 2002 werd hij verkozen tot het Huis van Afgevaardigden, opnieuw met een erg groot aantal stemmen. In 2006 vernieuwde hij zijn mandaat, alhoewel hij minder voorkeurstemmen kreeg. Ook tijdens zijn termijn als federaal volksvertegenwoordiger liet hij zich opmerken door zijn strijd tegen corruptie.
In 2008 werd hij secretaris-generaal van de Arbeiderspartij en in die functie was hij een van de belangrijkste figuren in de presidentscampagne van Dilma Rouseff in 2010. Op 3 december werd hij door Dilma Rousseff benoemd als Minister van Justitie in haar kabinet. Zijn prioriteiten zijn het opvoeren van de grenscontrole en het tegengaan van drugs- en wapenhandel. Daarvoor zou hij samen met de gouverneurs een nationaal actieplan opstellen.